# Галушка Надія Миколаївна
Надія Миколаївна Галушка (26 квітня 1933 року, село Строїнці, Новоселицький район, Чернівецька область, Українська РСР, СРСР — 2002 рік, Україна) — українська радянська колгоспниця, Герой Соціалістичної Праці (1952).

## Біографія
Народилася 26 квітня 1933 року у селянській родині у селі Строїнці Чернівецької області. Після німецько-радянської війни вступила до колгоспу імені Сталіна. Пізніше була призначена ланковою польової ланки, яка вирощувала кок-сагиз. У 1951 році польова ланка під керівництвом Надії Галушки зібрала по 140,4 кілограма кок-сагизу з ділянки на площі 4 гектари. За цю доблесну працю вона була удостоєна в 1952 році почесного звання Героя Соціалістичної Праці.
1952 року вступила до Чернівецької середньої сільськогосподарської школи підготовки керівних кадрів сільського господарства, яку закінчила 1955 року. Обиралася депутатом Чернівецької обласної ради народних депутатів.

## Нагороди
- Герой Соціалістичної Праці — указом Президії Верховної Ради СРСР від 6 червня 1952;
- Орден Леніна (1952);
- Орден Леніна (1956).